# Каширино (Рязанская область)
Каширино — посёлок в Шацком районе Рязанской области России. Входит в состав Желанновского сельского поселения.

## География
Посёлок находится в юго-восточной части Рязанской области, в лесостепной зоне, в пределах Окско-Донской равнины, на левом берегу реки Выша, к востоку от автодороги 61К-109, на расстоянии примерно 29 км (по прямой) к юго-востоку от города Шацк, административного центра района.

### Климат
Климат характеризуется как умеренно континентальный, с тёплым летом и умеренно холодной зимой. Среднегодовая температура воздуха — 3,8 °C. Средняя температура воздуха самого холодного месяца (января) — −11,4 °C (абсолютный минимум — −40 °C); самого тёплого месяца (июля) — 19 °C (абсолютный максимум — 39 °C). Безморозный период длится 135—155 дней. Среднегодовое количество осадков — 558 мм, из которых 365 мм выпадает в период с апреля по октябрь. Снежный покров держится в течение 120—147 дней.

### Часовой пояс
Посёлок Каширино, как и вся Рязанская область, находится в часовой зоне МСК (московское время). Смещение применяемого времени относительно UTC составляет +3:00.

## Население
| 2010 | 2012 |
| ---- | ---- |
| 5    | →5   |

### Национальный состав
Согласно результатам переписи 2002 года, в национальной структуре населения русские составляли 100 % из 17 чел.